# チャンヨル
- チャンヨル
- チャニョル

チャンヨル（朝: 찬열、英: Chan-yeol、1992年11月27日 - ）は、SMエンタテインメント（以下SM）に所属する韓国出身の歌手、俳優。男性アイドルグループEXOならびにEXO-Kのメンバーで、ポジションはメインラッパー、サブボーカルである。また、セフンとのユニット・EXO-SCとしても活動している。
本名はパク・チャンヨル（朝: 박찬열、漢：朴찬열※漢字表記は姓のみ、英: Park Chan-yeol）。日本の公式サイトやマスメディアではチャンヨルと表記・呼称されているが、チャニョルとされる場合もある（後述）。ソウル特別市出身、血液型はA型、身長185cm,足のサイズは29cm。。
現代高等学校卒業、2012年慶煕サイバー大学校文化芸術経営学科入学。

## 名前
「찬열」という名前は純朝鮮語のため漢字表記が無く中華圏での活動の際は名前を当て字にして「朴燦烈」（繁：燦烈、簡：灿烈）という芸名を使用している。
日本での活動の際は「チャンヨル」と表記・呼称されることが多いが、朝鮮語での発音は「チャニョル」である。
ちなみに、チャンヨルという名はアルチャンヨルメ （充実した果実）という意味を持つ 。

## 人物
- 江東区に母の経営するイタリアンレストラン「Viva Polo」、永登浦区に父の経営するライブカフェ「よい世界作り」がある[13]。しかし、母が経営する｢Viva Polo｣は既に閉店している[11]。2016年4月以降YTNアンカーを務めているパク・ユラは実姉[14]。パク・ユラとは年が3つ離れており、仲の良い顔のよく似た姉弟として知られている[15]。
- 架空能力は火 （fire）で、フェニックスを召還する人物として設定されている[1]。
- グループ内で日本語を得意とするメンバーのひとりであり、日本での活動時は通訳を介さずに受け答えすることも多い。また、アメーバ個人ブログを日本語で更新している[16]。
- 車の運転免許所持[17]。
- ニックネームは歯並びが良いことから「歯のセレブ」[1]、メンバーたちにエネルギーを与えるということで「ハッピーウイルス」、耳が大きいことから「パク・ドビー」[注釈 1]、「ヨーダ」[11][8]。
- 趣味は音楽鑑賞、特技は作詞と楽器演奏[4]、ラップ[19]。ギター、ドラム、ベース、ジャンベ、ピアノなどの演奏を得意とする[8][20]。
- 作曲も手がけ、自作曲の動画をInstagramに投稿している[21]。
- 理想の人物はジェイソン・ムラーズとエミネムで、よく聴く音楽はヒップホップとラップ[4]。
- 好きな食べ物はカルビと豚カツで、辛い食べ物が苦手[22]。好きな色は黒、好きな映画は『スクール・オブ・ロック』[4]。
- 子供の頃から動物が大好き[11]。
- 明るく前向きな性格、何かにはまると没頭するマニアな部分がある[23]。癖は手でリズムをとること。
- 座右の銘は「楽しもう」[4]。
- 仲の良い芸能人は東方神起のユンホとスーパージュニアのチェ・シウォン[4]。16歳の頃に通っていた演技学院の同期であるBlock Bのピオとも親交がある[24]。
- 好きな日本の芸能人は木村拓哉[25]、X JAPAN[1]、L'Arc〜en〜Ciel[26][27]。
- デビュー当時 ダンスを習うのに最も苦労し[28]、デビュー曲『MAMA』の振り付けを初めて練習したときは同じEXO-Kメンバーのカイとセフンに徹夜で動きを教わった[1]。
- 背番号が61である理由は、小学生のときのニックネームがパク・チャンホ（韓国人初のメジャーリーガーで背番号61[29]）だったため[30]。
- ビーグルラインの1人で[注釈 2][8]、ベクヒョンとともに芸能人ボーリング団「TEAM ONE」に所属している[32]。

## 経歴

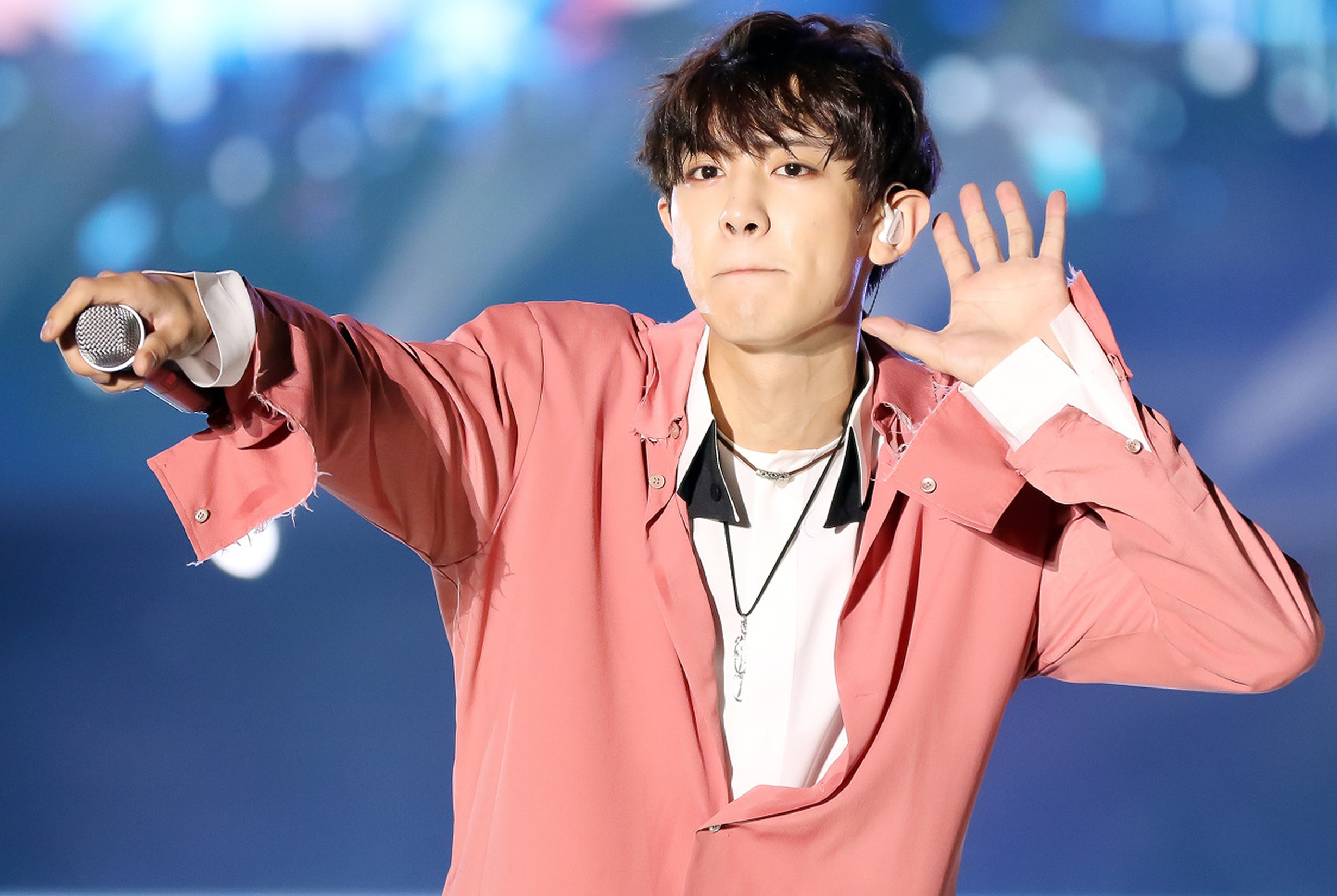
2016 Lotte Family Festival

小学生の頃から音楽に興味があり、アメリカのコメディ映画『スクール・オブ・ロック』を観てドラムを始めた。中学1、2年の頃に独学でギターを学んだ。中学3年生の頃、2007年開催の『仁川ペンタポート・ロック・フェスティバル』でミューズとL'Arc〜en〜Cielのステージを観たことがきっかけとなり、バンド活動を開始した。仲間同士で組んだ「ヘビーノイズ」という名前のバンドに所属し、グリーン・デイやニルヴァーナ、X JAPANを好んだ。高校時代は「サイレン」という名前のバンドで活動した。2008年に学生服ブランドsmart主催の第7回スマートモデル選抜大会で銀賞を受賞した。同授賞はアイドルという夢を密かに抱いていたチャンヨルにとって芸能界入りに挑戦するきっかけとなり、一時期歌手を夢みていた父が心強い味方となった。16歳のときに演技学院に通いながら準備をした。2008年の高校1年生時に路上でスカウトされ、同年受けたSMのオーディションに一度で合格した。活動していたバンドは解散した。高校1年生のときに練習生生活を開始、SM入社後、初対面のベクヒョンと20秒で親しくなった。現役高校生時に所属事務所の先輩少女時代の日本デビューシングル『GENIE』のMVに出演、同MVの予告映像が2010年8月20日に公開された。4年間の練習生生活を経験、練習生当時からラップをすることが大好きだった。
EXOメンバーとしてのデビュー予告映像と名前の初披露は2012年2月23日公開の『EXO Teaser 20_CHAN YEOL』だった。12人中最後の公開だったため、親や友達、本人はチャンヨルの初公開を待ち遠しく感じていた。2012年4月8日、EXO-Kのメンバーとして韓国で正式デビューした。2015年の誕生日記念としてワールドカップ公園に「チャンヨルの森」が造設された。2016年11月8日にアメーバブログを開設、「日本のファンのためにブログをつくった」という内容の記事を日本語で初投稿した。
俳優としても活動しており、2015年に日本でも公開した映画『チャンス商会〜初恋を探して〜』でスクリーンデビュー。2016年には少女時代のソヒョンとともに中国映画『だから私はアンチファンと結婚した』に出演。MBCドラマ『ミッシングナイン』で地上波ドラマ初出演し、2018年のドラマ『アルハンブラ宮殿の思い出』では天才プログラマーのチョン・セジュ役を演じた。2021年3月24日、初主演映画『ザ・ボックス』が韓国で公開され、世界11か国で公開されることが決定した。
2021年3月29日、兵役のため韓国陸軍へ入隊し、国連加盟30周年記念の陸軍創作ミュージカル『メイサの歌』に出演した。翌年、2022年9月28日除隊した。

## 作品

### コラボレーション楽曲
| 公開日 | 公開日  | 曲名            | アーティスト          | 内容                                     |
| ------ | ------- | --------------- | --------------------- | ---------------------------------------- |
| 2017   | 2月23日 | Let Me Love You | チャンヨル×チョンギゴ | STARSHIPエンターテインメントからリリース |

### 自作曲
| 公開日 | 公開日  | 曲名        | 内容                                                         |
| ------ | ------- | ----------- | ------------------------------------------------------------ |
| 2015   | 8月28日 | Last Hunter | SBS『ジャングルの法則』シーズン20特別版OST（作詞作曲ラップ） |

### 作詞参加楽曲
| 年度 | 曲名            | 言語          | 共同作詞者                    | 収録アルバム                         | 参考          |
| ---- | --------------- | ------------- | ----------------------------- | ------------------------------------ | ------------- |
| 2015 | 約束 (EXO 2014) | 韓国語 中国語 | チェン、レイ                  | Love Me Right 韓国語版、中国語版     | [ 53 ] [ 54 ] |
| 2015 | LIGHTSABER      | 韓国語        | チョン・ジュフィ、MQ          | Sing For You 韓国語版                | [ 55 ]        |
| 2016 | Heaven          | 韓国語中国語  | ミン・ヨンジェ、Wang Jing Yun | Ex'act 韓国語版、中国語版            | [ 56 ] [ 57 ] |
| 2017 | Ko Ko Bop       | 韓国語        | チェン、ベクヒョン他          | THE WAR 韓国語版                     | [ 58 ]        |
| 2017 | Chill           | 韓国語        | ソ・ジウム                    | THE WAR 韓国語版                     | [ 59 ]        |
| 2017 | Sweet Lies      | 韓国語        | G.Soul                        | THE WAR: The Power of Music 韓国語版 | [ 60 ]        |

### OST
| アルバム名                                                            | 曲名                   | 参加                 | 参考   |
| --------------------------------------------------------------------- | ---------------------- | -------------------- | ------ |
| SBS《ジャングルの法則 シーズン20特別版》O.S.T （2015年8月28日）       | Last Hunter            |                      | [ 61 ] |
| 《だから私はアンチファンと結婚した》O.S.T （2016年6月14日）           | I Hate You             | ユエン・シャンシャン | [ 62 ] |
| tvN《トッケビ～君がくれた愛しい日々～》O.S.T Part.1 （2016年12月3日） | Stay with Me           | Punch                | [ 63 ] |
| SBS《浪漫ドクターキム・サブ2》O.S.T Part.1 （2020年1月）              | Go away go away        | Punch                |        |
| ぼくの歌が聴こえたら O.S.T （2022年9月1日）                           | Break Your Box         |                      | [ 64 ] |
| ぼくの歌が聴こえたら O.S.T （2022年9月1日）                           | Bad Guy                |                      |        |
| ぼくの歌が聴こえたら O.S.T （2022年9月1日）                           | Without You            |                      |        |
| ぼくの歌が聴こえたら O.S.T （2022年9月1日）                           | Happy                  | Aancod               |        |
| ぼくの歌が聴こえたら O.S.T （2022年9月1日）                           | My Funny Valentine     |                      |        |
| ぼくの歌が聴こえたら O.S.T （2022年9月1日）                           | What a Wonderful World | キム・ジヒョン       |        |
| ぼくの歌が聴こえたら O.S.T （2022年9月1日）                           | 悲歌                   |                      |        |
| ぼくの歌が聴こえたら O.S.T （2022年9月1日）                           | 毎日君と               |                      |        |
| ぼくの歌が聴こえたら O.S.T （2022年9月1日）                           | オチョチゴ             |                      |        |
| ぼくの歌が聴こえたら O.S.T （2022年9月1日）                           | A Sky Full of Stars    |                      |        |

### DVD
| 発売日       | タイトル                     | 規格 |
| ------------ | ---------------------------- | ---- |
| 2016年3月2日 | チャンス商会〜初恋を探して〜 | DVD  |

## 出演

### ドラマ
| 年度 | 放送局 | 題名                               | 役名             | 参考          |
| ---- | ------ | ---------------------------------- | ---------------- | ------------- |
| 2015 | NEVER  | EXO NEXT DOOR～私のお隣さんはEXO～ | チャンヨル役     | [ 66 ]        |
| 2017 | MBC    | ミッシングナイン                   | イ・ヨル役       | [ 67 ] [ 68 ] |
| 2018 | tvN    | アルハンブラ宮殿の思い出           | チョン・セジュ役 | [ 69 ]        |

### 映画
| 年度 | 題名                             | 役名       | 参考                 |
| ---- | -------------------------------- | ---------- | -------------------- |
| 2015 | チャンス商会〜初恋を探して〜     | ミンソン役 | [ 70 ] [ 71 ] [ 72 ] |
| 2016 | だから私はアンチファンと結婚した | ホジュン役 | [ 73 ] [ 74 ] [ 75 ] |
| 2020 | ドキドキする                     | ペ・スグ役 | [ 76 ]               |
| 2021 | ぼくの歌が聴こえたら             | ジフン役   | [ 77 ] [ 78 ]        |

### バラエティ
| 年度 | 放送局     | 番組名                    | 役割   | 備考                    | 参考    |
| ---- | ---------- | ------------------------- | ------ | ----------------------- | ------- |
| 2013 | SBS        | チャレンジ100曲           | ゲスト | with ディオ、チェン     | [ 79 ]  |
| 2013 | JTBC       | ロイヤルヴィラ            | ゲスト | Episode2                | [ 80 ]  |
| 2013 | SBS        | ジャングルの法則          | ホスト | ミクロネシア編          | [ 81 ]  |
| 2014 | MBC Every1 | 私たち結婚しました 世界版 | ゲスト | キー&八木アリサ編       | [ 82 ]  |
| 2014 | SBS        | ルームメイト              | ホスト |                         | [ 83 ]  |
| 2015 | KBS2       | スターゴールデンベル      | ゲスト |                         | [ 84 ]  |
| 2015 | MBC        | セクションTV芸能通信      | ゲスト |                         | [ 85 ]  |
| 2015 | JTBC       | 私一人で恋愛中            | 彼氏   | 2番目のバーチャル彼氏   | [ 86 ]  |
| 2015 | KBS2       | アンニョンハセヨ          | ゲスト | with ベクヒョン、チェン | [ 87 ]  |
| 2015 | KBS2       | スーパーマンが帰ってきた  | ゲスト | with ベクヒョン         | [ 88 ]  |
| 2015 | SBS        | 同床異夢、大丈夫大丈夫！  | ゲスト |                         | [ 89 ]  |
| 2015 | SBS        | 18秒                      | ホスト |                         | [ 90 ]  |
| 2015 | SBS        | ジャングルの法則          | ホスト | シーズン20              | [ 91 ]  |
| 2015 | 湖南TV     | 一年級・大学季            | ゲスト | 中国番組                | [ 92 ]  |
| 2016 | Mnet       | 音楽の神2                 | ゲスト |                         | [ 93 ]  |
| 2016 | JTBC       | シュガーマン              | ゲスト |                         | [ 94 ]  |
| 2016 | KBS2       | ハッピートゥゲザー3       | ゲスト |                         | [ 95 ]  |
| 2017 | JTBC       | 一食ください              | ゲスト |                         | [ 96 ]  |
| 2017 | SBS        | マスターキー              | ホスト |                         | [ 97 ]  |
| 2018 | tvN        | チャンネツアー            | ゲスト | with サニー(少女時代)   | [ 98 ]  |
| 2018 | KBS2       | スーパーマンが帰ってきた  | ゲスト | Episode257              | [ 99 ]  |
| 2020 | SBS        | SBSテレビ芸能             | ゲスト |                         | [ 100 ] |
| 2020 | tvN        | 驚きの土曜日              | ゲスト |                         | [ 101 ] |
| 2020 | SBS        | ジャングルの法則          | ホスト | 鬱陵島・竹島編          | [ 102 ] |
| 2021 | KBS2       | 社長の耳はロバの耳        | ゲスト | Episode129 入隊中       | [ 103 ] |

### MC
| 年度 | 放送局 | 番組名                         | 参考    |
| ---- | ------ | ------------------------------ | ------- |
| 2013 | KBS2   | ミュージックバンク             |         |
| 2013 | Mnet   | M COUNTDOWN                    | [ 104 ] |
| 2013 | KBS2   | ミュージックバンク             |         |
| 2014 | KBS    | ミュージックバンク in メキシコ | [ 105 ] |
| 2015 | KBS    | ミュージックバンク in ハノイ   | [ 106 ] |
| 2015 | MBC    | ショー 音楽中心                | [ 107 ] |
| 2016 | KBS2   | ミュージックバンク             |         |
| 2017 | KBS    | 2017 KBS歌謡大祝祭             | [ 108 ] |
| 2018 | MBC    | ショー 音楽中心                | [ 109 ] |
| 2018 | KBS    | 2018 KBS歌謡大祝祭             | [ 110 ] |

### ラジオ
| 年度 | 放送局      | ラジオ名                               | 役割   | 参考    |
| ---- | ----------- | -------------------------------------- | ------ | ------- |
| 2015 | SBSパワーFM | キム・チャンリョルのオールドスクール   | ゲスト | [ 111 ] |
| 2015 | SBSパワーFM | チェ・ファジョンのパワータイム         | ゲスト | [ 112 ] |
| 2015 | KBSクールFM | パク・ミョンスのラジオショー           | ゲスト | [ 113 ] |
| 2020 | MBC FM4U    | グッドモーニングFMチャン・ソンギュです | ゲスト | [ 114 ] |
| 2022 | SBSパワーFM | 2時脱出Cultwo Show                     | ゲスト | [ 115 ] |

### 舞台
| 年度 | 公演日          | 演目                         | 役名                 |
| ---- | --------------- | ---------------------------- | -------------------- |
| 2022 | 3月18日～5月8日 | ブルーヘルメット：メイサの歌 | ラマン（初演、再演） |

### フィーチャリング参加
| 公開日         | 曲名                                | アーティスト                 | 収録アルバム | 参考    |
| -------------- | ----------------------------------- | ---------------------------- | ------------ | ------- |
| 2013年8月16日  | 1-4-3 (I Love You) Acoustic Version | ヘンリー                     | なし         | [ 116 ] |
| 2014年7月14日  | Bad Girl                            | ヘンリー                     | Fantastic    | [ 117 ] |
| 2014年10月31日 | Rewind（朝鮮語版）                  | チョウミ                     | Rewind       | [ 118 ] |
| 2016年4月19日  | Confession                          | イェソン                     | Here I am    | [ 119 ] |
| 2016年10月14日 | Freal Luv                           | ファーイースト・ムーヴメント | Identity     | [ 120 ] |

### ミュージックビデオ
| 公開日         | Twinkle                      | TTS      | 参考    |
| -------------- | ---------------------------- | -------- | ------- |
| 2012年4月3日   | Genie JPN ver.               | 少女時代 |         |
| 2013年10月21日 | You Don't Know Love          | K.will   | [ 121 ] |
| 2014年8月15日  | Hope                         | H.O.T.   |         |
| 2017年1月26日  | When My Loneliness Calls You | Punch    |         |

### 広告
| 年度 | 会社           | 備考        | 参考    |
| ---- | -------------- | ----------- | ------- |
| 2013 | SUNNY10        | with JUNIEL | [ 122 ] |
| 2017 | TOMMY HILFIGER |             |         |
| 2019 | Acqua di Parma |             |         |
| 2020 | PRADA          |             |         |

## 雑誌
| 年度 | 月号   | 雑誌名            | 参考    |
| ---- | ------ | ----------------- | ------- |
| 2012 | 11月号 | Oh Boy！          | [ 123 ] |
| 2014 | 11月号 | THE CELEBRITY     | [ 124 ] |
| 2015 | 8月号  | CeCi              | [ 125 ] |
| 2015 | 5月号  | Allure Korea      | [ 126 ] |
| 2016 | 6月号  | 伊周              | [ 127 ] |
| 2016 | 7月号  | W KOREA           | [ 128 ] |
| 2016 | 2月号  | CeCi              | [ 129 ] |
| 2017 | 4月号  | L'officiel Hommes | [ 130 ] |
| 2017 | 10月号 | haru*hana         | [ 131 ] |
| 2017 | 10月号 | THE CELEBRITY     | [ 132 ] |
| 2017 | 11月号 | W KOREA           | [ 133 ] |
| 2017 | 11月号 | VOGUE KOREA       | [ 134 ] |
| 2017 | 12月号 | 韓流ぴあ          | [ 135 ] |
| 2018 | 5月号  | 時尚健康          | [ 136 ] |
| 2018 | 10月号 | VOGUE KOREA       | [ 137 ] |
| 2019 | 3月号  | W KOREA           | [ 138 ] |
| 2019 | 4月号  | W KOREA           | [ 139 ] |
| 2019 | 7月号  | W KOREA           | [ 140 ] |
| 2019 | 11月号 | W KOREA           | [ 141 ] |
| 2020 | 4月号  | HIGH CUT          | [ 142 ] |
| 2020 | 7月号  | ARENA HOMME＋     | [ 143 ] |
| 2020 | 8月号  | GQ KOREA          | [ 144 ] |
| 2020 | 8月号  | 1st Look          | [ 145 ] |
| 2020 | 11月号 | DAZED KOREA       |         |
| 2021 | 5月号  | ARENA HOMME＋     |         |
| 2022 | 12月号 | Harper's BAZAAR   | [ 146 ] |

## イベント
| 年度 | 内容                                        | 開催日   | 参考            |
| ---- | ------------------------------------------- | -------- | --------------- |
| 2012 | 映画「共謀者」VIP試写会                     | 8月21日  | [ 147 ]         |
| 2013 | PHILIPP PLEINオープンイベント               | 12月26日 | [ 148 ]         |
| 2014 | 2015 S/S ソウルファッションウィーク         | 10月22日 | [ 149 ]         |
| 2015 | スターウォーズ/ファースの覚醒ファンイベント | 12月9日  | [ 150 ]         |
| 2016 | 韓流商品博覧会                              | 5月12日  | [ 151 ]         |
| 2016 | ディオールカラーの世界 Dior Colors          | 7月14日  | [ 152 ]         |
| 2017 | ロンドン・コレクション トミーヒルフィガー   | 9月19日  | [ 153 ]         |
| 2018 | PRADAイベント                               | 2月7日   | [ 154 ]         |
| 2019 | パリファッションウィーク                    | 3月2日   | [ 155 ] [ 156 ] |
| 2019 | TOMMY HILFIGER＆TOMMY JEANSオープンイベント | 4月25日  | [ 157 ]         |
| 2019 | Acqua di Parma新製品ローンチ記念イベント    | 5月9日   | [ 158 ]         |
| 2019 | Acqua di Parmaフォトウォールイベント        | 11月13日 | [ 159 ]         |
| 2019 | PRADAイベント                               | 11月15日 | [ 160 ]         |

### その他
| 年度   | 内容           | 内容                                                                   |
| ------ | -------------- | ---------------------------------------------------------------------- |
| 2015年 | チャンヨルの森 | ワールドカップ公園内平和の公園（ツリープラネット企画による誕生日記念） |

## 受賞歴
| 年度 | 授賞式                             | カテゴリー                         | 結果       | 参考    |
| ---- | ---------------------------------- | ---------------------------------- | ---------- | ------- |
| 2008 | 第7回スマートモデル選抜大会        | 銀賞                               | 受賞       | [ 36 ]  |
| 2008 | 第7回スマートモデル選抜大会        | MTMトップタレント賞                | 受賞       |         |
| 2014 | SBS歌謡大祭典                      | セルフィー賞                       | 受賞       | [ 161 ] |
| 2015 | 第8回KOREA DRAMA AWARDS            | 新人俳優賞                         | ノミネート | [ 162 ] |
| 2015 | 第8回KOREA DRAMA AWARDS            | 韓流スター賞                       | 受賞       |         |
| 2016 | 第16回音楽風雲榜年度盛典           | 今年の最高人気アイドル賞           | 受賞       | [ 163 ] |
| 2017 | 第5回音悦Vチャートアワード         | 投票部門韓国最高人気アーティスト賞 | 受賞       | [ 164 ] |
| 2017 | 第5回音悦Vチャートアワード         | 作品部門年間最高合作賞             | 受賞       |         |
| 2019 | Tencent Music Entertainment Awards | 人気アーティスト賞                 | 受賞       | [ 165 ] |

| 音楽チャート1位 | 音楽チャート1位 | 音楽チャート1位    | 音楽チャート1位                                  |
| 曲名            | チャート名      | 区分               | 期間                                             |
| --------------- | --------------- | ------------------ | ------------------------------------------------ |
| Stay with Me    | ガオンチャート  | BGM（月間）        | 2016年12月                                       |
| Stay with Me    | ジニーチャート  | OST（週間）        | 2016年11月4週目                                  |
| Stay with Me    | MelOn           | 週間人気賞トップ20 | 2016年12月3週、2017年1月3、4週、2月1、2週（5回） |